# Christine Theiss
Christine Anna Maria Theiss, geborene Hennig, (* 22. Februar 1980 in Greiz, Bezirk Gera) ist eine deutsche Fernsehmoderatorin und ehemalige Kickboxerin, die von 2007 bis 2013 Profi-Weltmeisterin im Vollkontakt-Kickboxen war.

## Leben

### Herkunft und Ausbildung
1984 siedelte Christine Hennig mit ihren Eltern, einer Allgemeinärztin und einem Internisten, aus der DDR nach Bayreuth über. Dort besuchte sie die Grundschule und das Gymnasium Christian-Ernestinum, das sie 1999 mit dem Abitur abschloss. Im Anschluss arbeitete sie als Arzthelferin in der elterlichen Praxis in Bayreuth. Von 2001 bis 2007 studierte sie Humanmedizin an der Ludwig-Maximilians-Universität in München. Im November 2007 beendete sie das Studium mit dem Staatsexamen, im Dezember 2008 promovierte sie zum Thema G-CSF-Therapie zur adjuvanten Behandlung des verzögert revaskularisierten Myokardinfarktes (STEMI) zur Dr. med.

### Moderatorin und Autorin
Seit 2012 ist Theiss die Moderatorin der Abnehm-Show The Biggest Loser auf Sat.1. Ab 2012 war der Drehort Andalusien, seit 2019 ist es die griechische Insel Naxos. 2013 moderierte sie ebenfalls auf Sat.1 zusammen mit Oliver Pocher die Unterhaltungsshow Mein Mann kann. Im August 2013 nahm sie außerdem an der ProSieben-Show Schlag den Star teil und gewann. Seit dem Ende ihrer sportlichen Laufbahn ist sie als Ringreporterin für „ran Kickboxen“ und bis zum Verlust der Rechte 2017 auch für „ran Boxen“ in Sat.1 im Einsatz. 2014 moderierte sie im Sat.1-Frühstücksfernsehen die Rubrik „Zuhause gesucht“. 2018 folgten in Sat.1-Bayern tägliche Gesundheitstipps in Zusammenarbeit mit dem Bayerischen Gesundheitsministerium. 2009 spielte Theiss die Rolle der Judith Stein in dem Spielfilm Die Jagd nach der Heiligen Lanze.
Theiss hat im Zabert Sandmann Verlag drei Bücher veröffentlicht: The Biggest Loser, Besser leben – gesund abnehmen über gesundes Abnehmen; Ich mach dich fit – ohne Geräte, nur mit deinem Körper und „Pimp your running“ – Lauf dich stark mit meinem Power-Workout.

### Ehrenamtliches Engagement
Theiss ist ehrenamtlich in der Rettungshundestaffel des Arbeiter-Samariter-Bundes (ASB) München e. V. als Hundeführerin und Ausbilderin tätig. Seit Oktober 2014 sitzt sie ehrenamtlich im Bundesvorstand des ASB, seit 2018 ist sie die stellvertretende Bundesvorsitzende. Daneben ist sie seit 2015 die zunächst stellvertretende Vorsitzende und seit 2016 Vorsitzende der Arbeiter-Samariter-Stiftung. Im Frühjahr 2022 wurde sie in den Vorstand des Arbeiter-Samariter-Bundes München/Oberbayern e. V. gewählt. Weiter engagierte sich Theiss von 2012 bis zu dessen Auflösung 2022 für den Verein „Power-Child e. V.“, der sich für die Prävention von sexuellem Missbrauch bei Kindern starkmachte. Seit 2014 war sie die Schirmherrin und unterstützte regelmäßig die Arbeit dieses Vereins. Sie war außerdem von 2011 bis 2017 Mitglied des Beirats der ProSiebenSat.1 Media SE. Von Februar 2019 bis Februar 2021 war Theiss bis zur Änderung des Vertriebsweges die Herausgeberin des Fitnessmagazins „Fit for Fun“, das bei Hubert Burda Media erscheint.

### Sonstiges
Im Rahmen des DFB-Pokalfinales am 1. Juni 2013 trug sie den Pokal während der Eröffnungszeremonie ins Stadion.
Die Sportlerin hat sich für die Oktober-Ausgabe 2014 des Playboys fotografieren lassen und war das Covergirl dieser Ausgabe. Fotograf war Sacha Tassilo Höchstetter. Diese Ausgabe wurde zur bestverkauften Promi-Ausgabe des Playboys im Jahr 2014.
Bei der Bundestagswahl 2025 unterstützte sie öffentlich die CDU.

## Sportliche Laufbahn

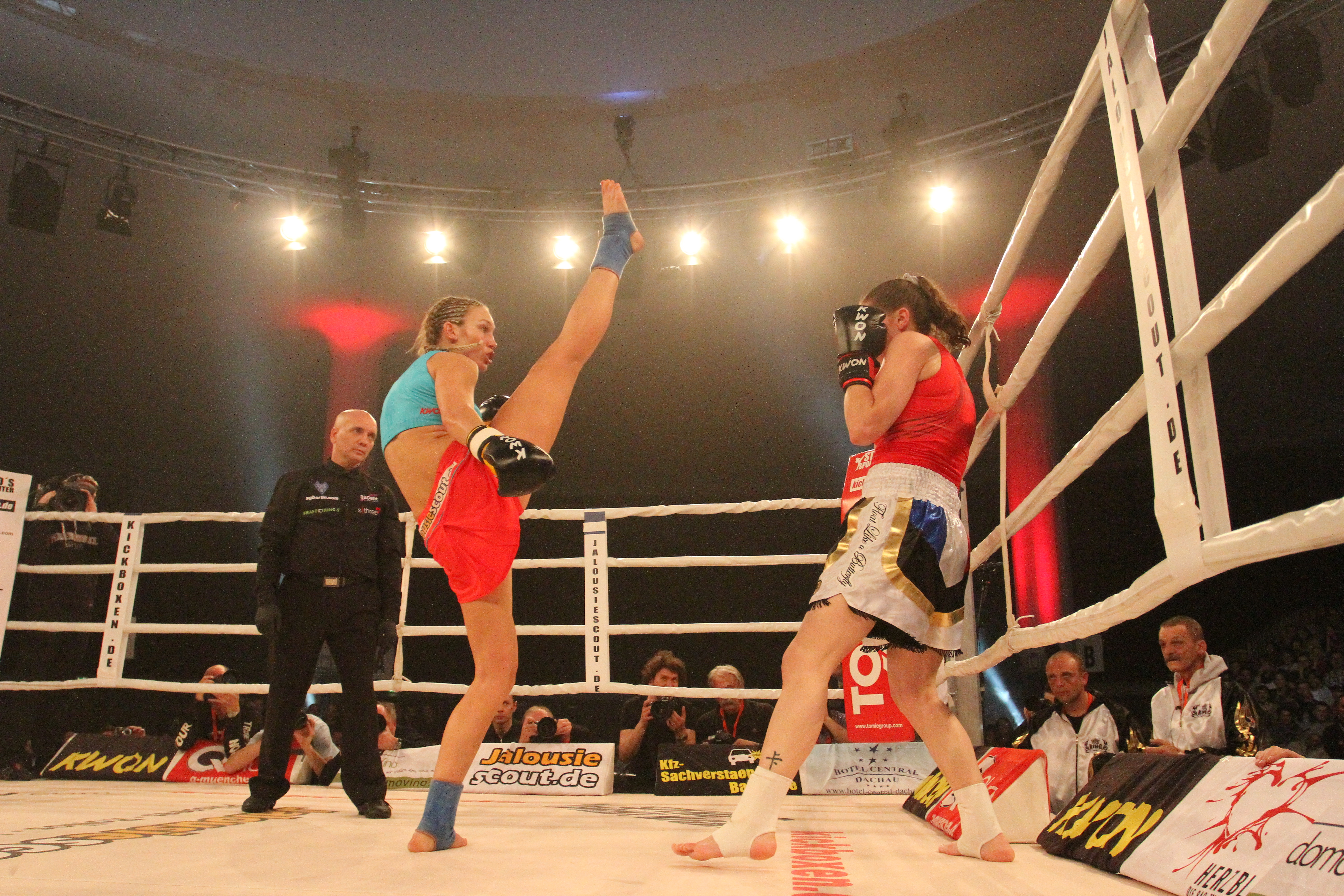
Kampf Christine Theiss gegen Cathy Lee-Mée, WKU-Weltmeisterschaft 2013 in München

Als Theiss eine Freundin begleitete, die nicht allein zum Training gehen wollte, wurde ihr Interesse für das Kickboxen geweckt. Ihre Eltern bestärkten sie in ihren Ambitionen. Von 1988 bis 2000 erlernte sie das Semikontakt-Kickboxen im Karate-Dojo Aleksandar in Bayreuth, dabei wurde sie mehrfache Bayerische und Deutsche Jugend- und Juniorenmeisterin sowie 1998 Deutsche Meisterin. 2003 wechselte sie zum Vollkontakt-Kickboxen im Kampfsportzentrum Steko in München. Dabei wurde sie zunächst Deutsche Meisterin, Vize-Europameisterin, Vize-Weltmeisterin und 2005 Amateur-Weltmeisterin (WKA) in Niagara Falls (New York). Ab Anfang 2006 kämpfte Theiss als Profi-Kickboxerin. Sie wurde von den ehemaligen Kickbox-Weltmeistern Mladen und Pavlica Steko trainiert, Mladen Steko war zudem ihr Manager. Mit insgesamt 23 gewonnenen WM-Kämpfen in vier verschiedenen Weltverbänden (World Association of Kickboxing Organizations (WAKO), World Karate and Kickboxing Association (WKA), International Sport Karate Association (ISKA) und World Kickboxing and Karate Union (WKU)) gilt Theiss als weltweit erfolgreichste Profikickboxerin. Ab Januar 2011 hatte sie einen Exklusiv-Vertrag für die Übertragung ihrer Kämpfe mit Sat.1 (Steko’s Fight Night).
Am 7. Dezember 2012 kämpfte sie zum ersten Mal nach den Regeln der Weltverbände ISKA und WKU. Der Kampf wurde im Studio Berlin Adlershof ausgetragen. Die Gegnerin war die 65 kg schwere Bosnierin Sanja Samardžić, die von ihr klar bezwungen wurde. Am 18. April 2013 kündigte sie ihr Karriereende zum Ende des Jahres 2013 an.
Mit dem Kampf gegen Olga Stawrowa am 7. Juni 2013 in München verlor sie ihren Weltmeistertitel in der WKU, behielt aber die Weltmeistertitel in den Verbänden ISKA und WKA. Mit dem Sieg bei ihrem letzten Kampf am 13. Dezember 2013 gegen Olga Stawrowa in Bayreuth holte sie sich den WM-Titel in der WKU zurück und trat anschließend vom Leistungssport zurück.
|      |               |                      |           |             |            |                    |          |
| Jahr | Tag           | Gegner/Kampfziel     | Ort       | Weltverband | Ergebnis   | Typ                | Runden   |
| 2007 | 25. Mai       | Rachel Kirkhouse     | Vilamoura | WAKO        | Sieg       | Punkteentscheidung | 5        |
| 2007 | 8. Dezember   | Donatella Panu       | München   | WKA         | Sieg       | TKO                | 8. Runde |
| 2008 | 8. März       | Grete Hall           | München   | WKA         | Sieg       | TKO                | 3. Runde |
| 2008 | 31. Mai       | Maria Konstantelou   | Stuttgart | WKA         | Sieg       | Punkteentscheidung | 10       |
| 2008 | 27. September | Raquel Gaspar        | München   | WKA         | Sieg       | TKO                | 4. Runde |
| 2008 | 13. Dezember  | Kata Sátorhegyi      | München   | WKA         | Sieg       | TKO                | 9. Runde |
| 2009 | 6. März       | Stacey Parker        | München   | WKA         | Sieg       | Punkteentscheidung | 10       |
| 2009 | 15. Mai       | Mar Guerrero         | Pforzheim | WKA         | Sieg       | TKO                | 10       |
| 2009 | 25. September | Ana Tome             | München   | WKA         | Sieg       | Punkteentscheidung | 10       |
| 2009 | 5. Dezember   | Kate Mintiens        | München   | WKA         | Sieg       | TKO                | 8. Runde |
| 2010 | 20. März      | Caterina Currò       | München   | WKA         | Sieg       | Punkteentscheidung | 10       |
| 2010 | 15. Mai       | Maria Pantazi        | Karlsruhe | WKA         | Sieg       | Punkteentscheidung | 10       |
| 2010 | 4. September  | Iman Chairi Ghbalou  | Köln      | WKA         | Sieg       | TKO                | 6. Runde |
| 2010 | 20. November  | Olena Owtschynnikowa | Dresden   | WKA         | Sieg       | K.O.               | 6. Runde |
| 2011 | 19. Februar   | Paola Cappucci       | Stuttgart | WKA         | Sieg       | Punkteentscheidung | 10       |
| 2011 | 28. Mai       | Lim Su-jeong         | München   | WKA         | Sieg       | Punkteentscheidung | 10       |
| 2011 | 26. August    | Marina Zuewa         | Karlsruhe | WKA         | Sieg       | Punkteentscheidung | 10       |
| 2011 | 16. Dezember  | Martina Müllerová    | München   | WKA         | Sieg       | K.O.               | 2. Runde |
| 2012 | 2. März       | Olja Žerajić         | München   | WKA         | Sieg       | Punkteentscheidung | 10       |
| 2012 | 18. Mai       | Ania Fucz            | München   | WKA         | Sieg       | Punkteentscheidung | 10       |
| 2012 | 7. Dezember   | Sanja Samardžić      | Berlin    | ISKA / WKU  | Sieg       | TKO                | 4. Runde |
| 2013 | 22. Februar   | Cathy Le-Mée         | München   | WKU         | Sieg       | TKO                | 5. Runde |
| 2013 | 7. Juni       | Olga Stawrowa        | München   | WKU         | Niederlage | Punkteentscheidung | 10       |
| 2013 | 13. Dezember  | Olga Stawrowa        | Bayreuth  | WKU         | Sieg       | Punkteentscheidung | 10       |

## Auszeichnungen
Am 7. Juli 2008 erhielt Theiss den Bayerischen Sportpreis in der Kategorie „Hochleistungssportler plus“. Sie wurde von 2005 bis 2013 siebenmal von den Lesern der Abendzeitung zu „Münchens Sportlerin des Jahres“ gewählt. Zudem wurde sie die „Sportlerin des Jahres 2013“ in ihrer Heimatstadt Bayreuth. 2015 erhielt sie die „Goldene Deutschland“ als beste Sportlerin. 2018 wurde sie vom bayerischen Innenminister Joachim Hermann mit dem Ehrenpreis „Ehrenamt schafft Sicherheit“ ausgezeichnet. 2022 erhielt sie ebenfalls vom bayerischen Innenminister die bayerische Staatsmedaille „Stern der Sicherheit“ für ihre Verdienste für den Arbeiter-Samariter-Bund.

## Privates
Theiss ist seit 2005 mit dem Kardiologen und CSU-Politiker Hans Theiss verheiratet. Im April 2016 kam ihre gemeinsame Tochter zur Welt.